# Burundis flag
Burundis nationalflag opdeles af et diagonalt hvidt kryds i røde felter (top og bund) og grønne felter (stang- og yderside), og har i centrum en hvid skive som indeholder tre røde sekskantede stjerner med grønt omrids, der er arrangeret i en trekant (en stjerne for oven og to forneden). De tre stjerner symboliserer Burundis tre største etniske grupper, hutuerne, twaerne og tutsierne.
Da Burundi blev selvstændigt i 1962, antog man et flag som det nuværende, men med en tromme og en sorghumplante i midten. Da monarkiet faldt i 1966, fjernedes trommen, og i 1967 sattes stjernerne ind i flaget. I 1982 fastsattes flagets proportioner officielt til 3:5, hvor de hidtil de facto havde været 2:3.
Der har været spekulationer om at Burundis flag skulle være inspireret eller endda afledt af det belgiske luftfartselskab Sabenas daværende flag, men spekulationerne har ikke endeligt kunnet be- eller afkræftes.
| Flag | Spire Denne artikel om flag eller vexillologi er en spire som bør udbygges. Du er velkommen til at hjælpe Wikipedia ved at udvide den. |